# كريستيان مورينو
كريستيان مورينو (بالإسبانية: Christian Moreno)‏ (27 أبريل 1996 ببوينس آيرس في الأرجنتين - ) هو لاعب كرة قدم أرجنتيني في مركز الدفاع. لعب مع بوكا جونيورز وديفنسا خوستيكا.

## وصلات خارجية
- كريستيان مورينو على موقع قاعدة بيانات كرة القدم.إي يو (الإنجليزية)
- كريستيان مورينو على موقع Soccerway.com (الإنجليزية)